# Apostropha
Apostropha is een kevergeslacht uit de familie van de boktorren (Cerambycidae). De wetenschappelijke naam van het geslacht werd voor het eerst geldig gepubliceerd in 1873 door Bates.

## Soorten
Apostropha is monotypisch en omvat slechts de volgende soort:
- Apostropha curvipennis Bates, 1873